# Robert Dowland
Robert Dowland (Londen (?); 1591 – Londen; 1641) was een Engels  bespeler van de luit en componist, dat laatste op kleine schaal. Dat eerste is niet toevallig; hij was zoon van de (destijds al) befaamde luitbespeler John Dowland.
Roberts opvoeding (1598-1608) werd grotendeels verzorgd door zijn beschermheer Robert Sidney, omdat John Dowland toen aan het Deense hof te Elsinore geld verdiende. Robert kreeg les van Thomas Monson, vriend van John Dowland. 
In 1610 kwamen twee boekwerken uit van Robert Dowland: A Varietie of Lute-lessons en het liedboek A Musical Banquet, waarin Monson en de broer van Robert Sidney, Philip Sidney worden genoemd.    
In 1626 volgde Robert zijn vader op als bespeler van de luit aan het hof van Karel I van Engeland.
- Biblioteca Nacional de España: XX1629470
- Bibliothèque nationale de France: cb139872799 (data)
- Gemeinsame Normdatei: 124335853
- International Standard Name Identifier: 0000 0001 0919 222X
- Library of Congress Control Number: n86016416
- Nationale Bibliotheek van Letland: 000302210
- MusicBrainz: 221e9e3e-c280-47a2-8537-4e994fc06442
- Nationale Bibliotheek van Tsjechië: jx20060412002
- Nederlandse Thesaurus van Auteursnamen: 072646543
- SNAC: w6pw0jrg
- Système universitaire de documentation: 117235709
- Virtual International Authority File: 79171461
- WorldCat: E39PBJkdgHxGwC7rhrhvxhWqwC